# Платформа General Motors X (FWD)
X-body — автомобильная платформа корпорации General Motors для компактных автомобилей.

## Описание
После того, как переднеприводные автомобили стали довольно распространёнными на рынке Северной Америки, сначала за счёт иностранного импорта, а затем за счёт ребеджинговых автомобилей, полностью или частично иностранного производства (например, Ford Fiesta и Dodge Omni), платформы GM X стали первыми платформами американской разработки для переднеприводных автомобилей. Впоследствии корпорация General Motors начала выпускать переднеприводные автомобили.
В то время как многочисленные более ранние американские переднеприводные автомобили были ориентированы на рынок «роскоши» и производились в относительно небольшом количестве, кузова GM X предложили альтернативу массовым импортным компактным переднеприводным автомобилям — и изначально имели значительный успех в продажах.

## Применения
- 1980—1985 Chevrolet Citation[4]
- 1980—1984 Oldsmobile Omega[5]
- 1980—1984 Pontiac Phoenix
- 1980—1985 Buick Skylark